# Кампания в Центральной Индии (1858)
Кампания в Центральной Индии (англ. Central Indian campaign of 1858) — последняя военная операция британских войск в ходе подавления восстания сипаев. Небольшая по численности британская армия, наступавшая от Бомбея, в ходе шестимесячной кампании преодолела сопротивление войск нескольких княжеств и восставших сипаев. Некоторое число повстанцев продолжило партизанскую борьбу до весны 1859 года.

## Начало восстания

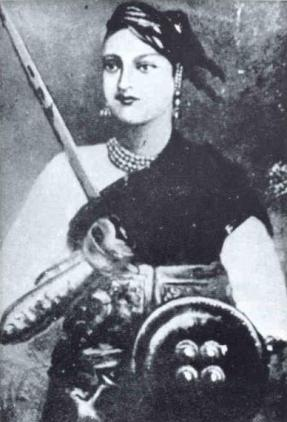
Лакшми Баи, княгиня Джханси

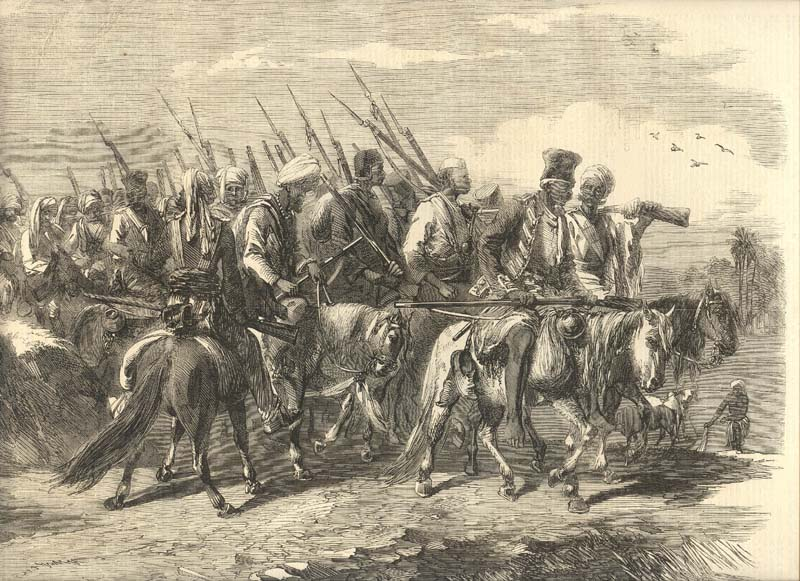
Солдаты Тантии Топи

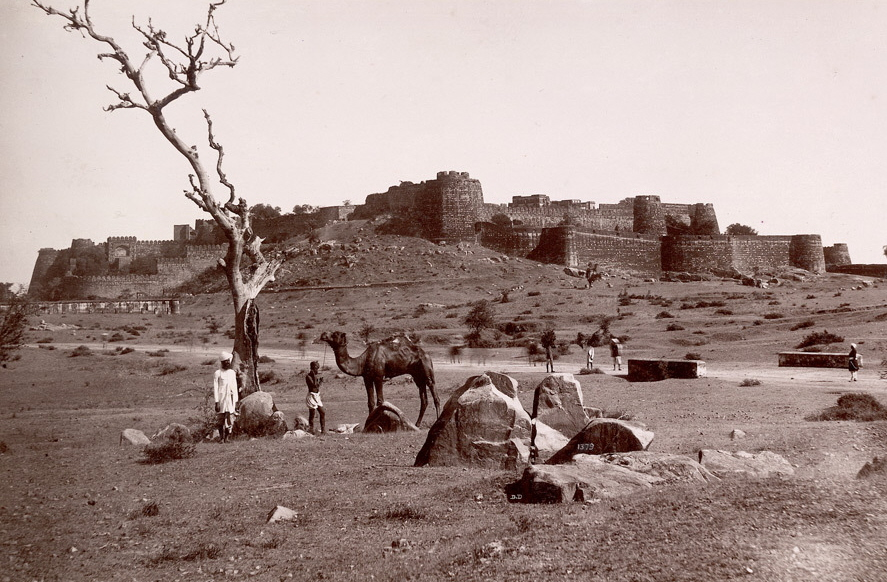
Крепость Джханси

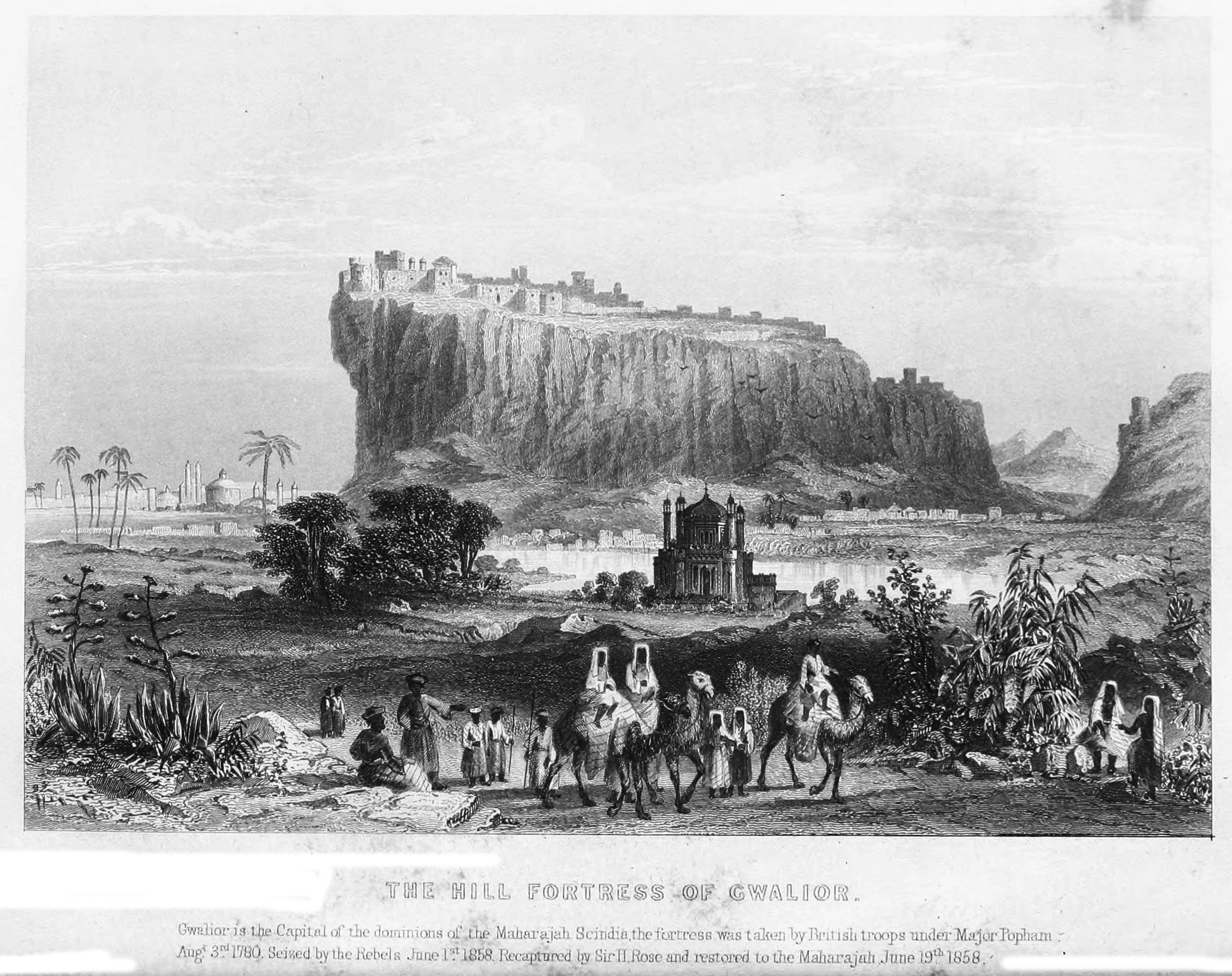
Гвалиор в 1858 г.

На территории, которую британцы называли центральной Индией, сейчас находятся части штатов Мадхья-Прадеш и Раджастхан. В 1857 году область находилась под управлением Агентства Центральной Индиии состояла из шести крупных и почти 150 мелких княжеств, номинально управляемых принцами маратхов или Великих Моголов, но фактически контролируемых в большей или меньшей степени резидентами или комиссарами, назначенными Ост-Индской компанией. Центром сопротивления британскому владычеству стало княжество Джханси, где вдова князя по имени Лакшми Баи сопротивлялась британской аннексии княжества согласно знаменитой доктрине прекращения права на владение.
10-го мая 1857 года сипаи Мератха (к северу от Дели) подняли восстание. Вести об этом быстро распространились и большинство других частей Бенгальской армии также восстали. В центральной Индии располагались девять пехотных полков этнических бенгальцев и три кавалерийских полка. Также был значительный гвалиорский контингент, набранный в основном из княжества Ауд. Похожий по организации на иррегулярные части Бенгальской армии, он находился на службе у гвалиорского махараджи Джаяджирао Шиндиа, оставшегося союзником британцев. В июне и июле почти все эти части поднялись против своих офицеров, и в результате вся центральная Индия вышла из под британского контроля.
В Джханси британские офицеры и гражданские 5-го июня нашли убежище в крепости. Три дня спустя они, надеясь на свою безопасность, вышли из форта и были перебиты восставшими. Лакшми Бей отрицала какую бы то ни было причастность к этой резне, но тем не менее была обвинена британцами.
В течение следующих нескольких месяцев большинство бывших полков компании отправились для участия в осаде Дели, где в итоге были разбиты. Гвалиорский контингент по большей части пребывал в бездействии до октября, потом под командой Тантия Топи отправился к Канпуру, где и был разбит в сражении. Эти поражения лишили восставших значительной части подготовленных и опытных войск, что облегчило задачу британцам в последующих кампаниях. 
Тем временем большинство ставших независимыми князей начали поднимать налоги и воевать друг с другом или требовать друг от друга выкуп под угрозой применения силы. Особенную жадность проявлял наваб Банды Али Бахадур II, привлёкший на свою службу под обещание добычи несколько сипайских частей.
Могольский князь Фируз Шах повёл армию на бомбейских округ, но был разбит небольшим отрядом под командой Генри Дюранда. Затем Дюранд заставил Тукоджирао II (правителя Индаура в регионе Малва) сдаться.

## Наступление британских войск
Полевые силы центральной Индии, наступавшие от Бомбея под командой сэра Хьюго Роуза, состояли только из двух небольших по численности бригад. Около половины этих войск составляли подразделения сипаев из Армии Бомбейского президентства, оставшиеся верными Британской империи. Первоначально Роузу противостояли только различные вооруженные вассалы и набранные войска союзных княжеств, чье оснащение и эффективность вызывали сомнения. Большая часть внимания повстанцев была сосредоточена на севере региона, где Тантиа Топе и другие вожди пытались помочь повстанцам в Ауде, что делало кампанию Роуза сравнительно легкой. В конце декабря 1857 года Полевые силы Роуза захватили местность вокруг Индаура.
Затем Роуз двинулся на помощь небольшому европейскому гарнизону, осаждённому в городе Сагар. 5 февраля после нескольких тяжёлых боёв с афганскими и пуштунскими наёмниками у Ратгара генерал деблокировал Сагар. Тысячи местных жителей приветствовали его как освободителя от повстанцев. Несколько недель Роуз провёл в Сагаре в ожидании обоза и снабжения.
В начале марта Роуз собрал свои силы в Маданпуре, а затем двинулся к Джханси двумя маршрутами; каждая колонна захватывала и разрушала многочисленные форты противника. Повстанцы попытались остановить его, но потерпели решительное поражение и отступили в Джханси, деморализованные поражением. Роуз проигнорировал указания отделить часть сил для помощи двум лояльным раджам и 24 марта приступил к осаде Джханси. Генерал потребовала сдачи города и пригрозил, что если в этом будет отказано, он будет уничтожен. Джханси был хорошо защищен, его форта имели тяжелые орудия, поэтому британский артобстрел был встречен сильным ответным огнем. 
31 марта повстанческая армия численностью более 20 000 человек во главе с Тантией Топи попытались деблокировать город. Несмотря на то, что он атаковал в самый подходящий момент, его силы не могли сравниться с войсками Роуза, и на следующий день он потерпел поражение в битве при Бетве и был вынужден отступить. В разгар самого жаркого и засушливого времени года повстанцы подожгли леса, чтобы замедлить британское преследование, но пожары рассеяли их собственные армии. В конце концов они отступили в Калпи, бросив все свое оружие.
3 апреля британцы пошли на приступ Джханси. Решительное сопротивление встречалось на каждой улице и в каждой комнате дворца. Уличные бои продолжались и на следующий день, и пощады не давали даже женщинам и детям. Боевые действия прекратились 5 апреля, когда последние защитники покинули форт. Лакшми Баи сбежала ночью вместе со своим сыном в окружении стражи, пока британская кавалерия была занята грабежом. 5 тысяч защитников города и гражданских погибли; британцы потеряли 343 человек.
Роуз месяц простоял в Джханси, чтобы восстановить дисциплину и порядок, и затем 5 мая выступил на Калпи. Повстанцы опять попытались остановить его перед городом и снова британцы одержали решительную и практически бескровную победу 6 мая в битве при Кунче. Это привело к деморализации и взаимным обвинениям среди повстанцев, но их боевой дух поднялся после прихода на помощь войск наваба Банды. 16 мая разгорелась битва у стен Калпи, но снова повстанцы потерпели поражение. Боевых потерь у британцев было мало, в основном солдаты страдали от солнечных ударов. С падением Калпи Роуз решил, что кампания закончена.

## Падение Гвалиора
После падения Калпи лидерам повстанцев, Тантиа Топи, Лакшми Баи и Рао Сахибу, удалось собрать часть своих сил и согласовать план по захвату Гвалиора, так как его правитель махараджа Шиндия продолжал оставаться на стороне британцев. 1 июня махараджа повел свои войска (1500 кавалеристов, личная охрана 600 человек и 8 орудий) на Морар, большой военный городок в нескольких милях к востоку от Гвалиора, чтобы дать бой повстанцам. В 7 часов утра 1 июля повстанческая армия (7000 пехотинцев, 4000 кавалеристов и 12 орудий) атаковала Шиндию у Морара. Повстанческая кавалерия захватила артиллерию Шиндии, большинство его войск отступило или дезертировало. Сам Шиндия и несколько его сторонников бежали под защиту британского гарнизона в Агре.
Повстанцы захватили Гвалиор, но грабежей не было, за исключением казны Шиндии, реквизированные деньги которой использовали, чтобы заплатить своим бойцам. Пока повстанцы теряли время на празднование победы, Роуз двинулся к Морару, который отбил 12 июня. 17 июня Лакшми Баи была убита в кавалерийском бою возле Котах-ке-Сераи. В течение следующих двух дней большинство повстанцев покинули Гвалиор, и британцам оказали отчаянное сопротивление только в форту.
Большинство повстанцев сдались или скрылись, но Тантиа Топи продолжил борьбу. Благодаря муссонным дождям, которые задерживали его преследователей, он продолжал действовать в Центральной Индии. К нему присоединились Рао Сахиб, Ман Сингх и Фируз Шах, сражавшийся в области Рохилкханд. В конце концов, в апреле 1859 года Тантиа Топи был предан Ман Сингхом и повешен.

## Выводы
Современные индийские историки критикуют поведение восставших князей, большинство из которых были эгоистичными, изнеженными и не способными к длительной борьбе. Также подвергают критике отсутствие лидерства среди сипаев. В армии Ост-индской кампании ни один индийский солдат не мог достигнуть ранга выше звания младшего прапорщика или старшего прапорщика. Большинство сипайских командиров были пожилыми людьми, получившими свой чин благодаря выслуге лет, имевшими небольшой боевой опыт и не прошедшими командной подготовки. Судьба восстания зависела от харизматических лидеров, таких как Тантиа Топи и Лакшми Баи, но князья относились к ним с завистью и враждебностью.
Во многих случаях защитники городов и крепостей поначалу хорошо сражались, но были деморализованы, когда силы помощи терпели поражение, а затем без боя покидали легко защищаемые позиции. Напротив, британские командующие войсками Дюран, Роуз и их подчиненные действовали быстро и решительно. Многие из их солдат-сипаев были из Бомбейской армии, которая не была деморализована восстанием в такой степени, как Бенгальская армия.